# Ammothella alcalai
Ammothella alcalai is een zeespin uit de familie Ammotheidae. De soort behoort tot het geslacht Ammothella. Ammothella alcalai werd in 1988 voor het eerst wetenschappelijk beschreven door Child. 